# George Jacob Koovakad
George Jacob Koovakad (Chethipuzha, 11 d'agost de 1973) és un cardenal i arquebisbe catòlic indi, organitzador de viatges papals des del 7 d'octubre de 2021 i prefecte del Dicasteri per al Diàleg Interreligiós des del 24 de gener de 2025.

## Biografia
George Jacob Koovakad va néixer a Chethipuzha l'11 d'agost de 1973.

### Formació i ministeri sacerdotal
Va obtenir el batxiller l'any 2002 i la llicència en dret canònic l'any 2004, estudiant al Seminari Menor "Sant Tomàs" de Kurichy i al Seminari Pontifici "Sant Josep" d'Aluva.
El 24 de juliol de 2004 va ser ordenat sacerdot per a l'arxieparquia de Changanacherry per l'arquebisbe Joseph Powathil. Durant un temps com a cura adjunt de l'església de Santa Maria, Parel, prop de Changanacherry.
Trasllat a Roma, l'any 2006 es va doctorar en dret canònic a la Pontifícia Universitat de la Santa Creu amb una tesi titulada "L'obligació de la pobresa per als clergues seculars en els codis de dret canònic".
Després d'acabar el programa preparatori a la Pontifícia Acadèmia Eclesiàstica, l'any 2006 va entrar al servei diplomàtic de la Santa Seu. Va col·laborar a la nunciatura a Algèria, després va exercir de secretari de la nunciatura a Corea del Sud (del 2009 al 2012), després a l'Iran (del 2012 al 2014), com a conseller de les nunciatures a Costa Rica (del 2014 al 2018) i a Veneçuela (del 2018 al 2020). L' 1 d'octubre de 2014 se li va concedir el títol de Capellà de Sa Santedat i el 13 de desembre de 2019 el de Prelat d'Honor de Sa Santedat.
El juliol de 2020 s'incorpora al personal de la Secretaria d'Estat de la Santa Seu, ocupant-se també dels viatges papals.
El 12 de setembre de 2021, el papa Francesc va anunciar el seu nomenament com a organitzador de viatges papals , mentre volava de Budapest a Roma. Des d'aleshores, ha organitzat diversos viatges papals, incloses visites al Canadà , la República Democràtica del Congo i el Sudan del Sud, així com viatges ampliats a Indonèsia , Papua Nova Guinea , Timor Oriental i Singapur.

### Ministeri episcopal i cardenalat
El 6 d'octubre de 2024 , al final de l'Àngelus, el papa Francesc va anunciar la seva creació com a cardenal en el consistori del 7 de desembre següent.
El 25 d'octubre següent, el mateix pontífex li va assignar la seu titular de Nisibis dels Caldeus amb la dignitat d'arquebisbe, d'acord amb el motu proprio Cum Gravissima, signat pel papa Joan XXIII el 1962, que estableix que tots els cardenals han de ser ordenats bisbes per regla. El 24 de novembre va rebre l'ordenació episcopal, a la catedral siromalabar de Santa Maria a Changanacherry, de mans de l'arquebisbe major Raphael Thattil, co-consagrant l'arquebisbe titular de Telepte Edgar Peña Parra, substitut per a Afers Generals de la Secretaria d'Estat de la Santa Sey i l'arxieparca metropolità de Changanacherry Thomas "Tomy" Tharayil.
L'11 de gener de 2025 va ser inclòs entre els membres del Dicasteri per a les Esglésies Orientals .
El 24 de gener de 2025 , tot mantenint el seu paper d'organitzador dels viatges papals, va ser nomenat prefecte del Dicasteri per al Diàleg Interreligiós; on va succeir el cardenal Miguel Ángel Ayuso Guixot, que havia morit el 25 de novembre de 2024 .